# Сладость на корочке пирога
«Сладость на корочке пирога» — детективно-приключенческий роман Алана Брэдли, канадского писателя и журналиста, впервые вышедший в 2009 году и мгновенно ставший бестселлером.

## Аннотация
В книге рассказывается о младшей дочери полковника де Люса, Флавии, расследующей убийство загадочного незнакомца, чей труп она обнаружила на территории родного поместья Букшоу. Следующий за этим арест отца и необъяснимые загадки прошлого заставляют Флавию пуститься на поиски правды. Действие романа происходит в Англии во времена правления короля Георга VI.

## Герои романа
- Флавия «Флейв» Сабина де Люс — главная героиня и участница расследования. Одиннадцатилетняя девочка, обладающая большими способностями в химии (особенно в области ядов), имеющая аналитический склад ума, любящая приключения. Самая младшая из дочерей полковника де Люса и его жены, погибшей путешественницы Харриет. Любимое место в доме — химическая лаборатория одного из её предков — Тарквина де Люса (или Тара), расположенная на верхнем этаже восточного крыла поместья. Обожает ставить опыты, особенно если это касается мести вредным старшим сёстрам. При себе всегда имеет записную книжку, куда заносит собственные рассуждения, впечатления.

- Офелия «Фели» Гертруда де Люс — семнадцатилетняя девушка, старшая из дочерей. Большая модница, высокомерна, мнит себя настоящей леди, часто подвержена романтичным настроениям. В неё влюблён Нед Кроппер. Отлично играет на пианино. По одной из версии одного из героев романа (доктора Киссинга), её имя, аналогичное имени одной из героинь шекспировских романов — сумасшедшей истерички Офелии, полностью отражает её сущность. Флавия с этим не совсем согласна, поскольку отводит Офелии Шекспира роль символа, невинной жертвы семьи, полностью поглощённой собой и своими проблемами.

- Дафна «Даффи» де Люс — средняя сестра, тринадцатилетняя девочка, любящая читать романы, в особенности Диккенса и Горация Уолпола, частенько зачитывающая понравившиеся эпизоды сёстрам и записывающая красивые словосочетания в старую бухгалтерскую книгу, чтобы позже использовать их в своих будущих романах, так как собирается стать писательницей. Имя вызывает ассоциации с Дафной, героиней греческих мифов, которую Эрос подстрелил убивающей любовь стрелой, а позже превратил в дерево.

- Харриет де Люс — мать девочек и жена полковника де Люса, погибла, совершая восхождение в горы. Офелии в то время было восемь лет, только она продолжает называть её мамой и хвастается тем, что помнит её очень хорошо, в отличие от сестёр. Многие комнаты и вещи в доме напоминают домочадцам о Харриет: книги, фотографии, старый «роллс-ройс», личная гардеробная.

- Полковник Хэвиленд «Джако» де Люс — страстный филателист, вдовец, глава семейства, именно с его прошлым связан весь роман. Учился в привилегированной грейминстерской школе для мальчиков.

- Артур Уэллесли Доггер — незаменимый помощник семейства де Люсов — дворецкий, денщик, шофер, мастер на все руки, а теперь — садовник. Прошёл войну, на которой спас жизнь полковнику де Люсу и стал его другом. Был контужен, страдает нервными припадками, после которых не помнит, что с ним было. По одной из версий жителей городка, его нервы на грани, поскольку он находился в плену у японских солдат, подвергался пыткам.

- Миссис (Маргарет) Мюллет — домоуправительница поместья. Именно она отвечает за порядок и чистоту в доме, с которым частенько не справляется, учитывая его большие размеры и инфантильность самих жителей. Маленькая, круглая и добрая старушка, не любит, когда на неё повышают голос, болтлива.

- Альф — супруг мисс Мюллет, в молодости немного коллекционировал марки.

- Инспектор Хьюитт — расследует дело об убийстве.

- Детективы-сержанты Вулмер и Грейвс — помощники инспектора Хьюитта.

- Маргарет Пикери — библиотекарь Бишоп-Лейси.

- Доктор Дарби — главный врач Бишоп-Лейси.

- Нед Кроппер — молодой разнорабочий постоялого двора «Тринадцать селезней», ему симпатична Офелия де Люс.

- Мэри Стокер — молодая девушка, дочка Тулли Стокера. Помогает отцу в управлении и уборке «Тринадцати селезней». Ей симпатичен Нед Кроппер

- Тулли Стокер — хозяин постоялого двора «Тринадцать селезней», обладает громким голосом и вспыльчивым характером.

- Тильда Маунтджой — ушедшая на пенсию пожилая дама, раньше работавшая библиотекарем Бишоп-Лейси.

- Максимилиан «Сельский насос» Брок — любопытный и болтливый сосед де Люсов, одно время был учителем фортепиано у Офелии де Люс.

- Гренвиль Твайнинг — преподаватель латыни, трагически погибший в школе Грейминстер, брат матери мисс Маунтджой.

- Доктор Исаак Киссинг — директор Грейминстера,бывший крупнейший филателист, обладатель одной из двух марок серии «Ольстерский мститель».

- Фрэнк Пембертон (Боб Стенли) — загадочный субъект, неожиданно появившийся в Бишоп-Лейси.

- Гораций Бонепенни — фокусник-виртуоз, бывший одноклассник полковника де Люса и Фрэнка Пембертона, убийца Гренвиля Твайнинга. Умер от отравления, умирающим был найден Флавией в саду Букшоу.

## Награды и номинации
| Премия                                                      | Год  | Итог      |
| ----------------------------------------------------------- | ---- | --------- |
| Премия Агаты, Лучший дебютный роман                         | 2009 | Победа    |
| Дебютный кинжал                                             | 2007 | Победа    |
| Премия Алекс                                                | 2010 | Номинация |
| Список лучших книг имени Амелии Блумер, Young Adult Fiction | 2010 | Победа    |
| Премия Энтони, Лучший дебютный роман                        | 2010 | Номинация |
| Премия Артура Эллиса, Лучший дебютный роман                 | 2010 | Победа    |
| Премия Барри, Лучший дебютный роман                         | 2010 | Победа    |
| Премия Дайлиса                                              | 2010 | Победа    |
| Премия Макэвити, Лучший дебютный детективный роман          | 2010 | Победа    |
| Премия «Пятнистая сова»                                     | 2010 | Победа    |
| Список лучших книг для молодёжи по версии YALSA             | 2010 | Победа    |